# Stepanakert
Stepanakert (en armeni Ստեփանակերտ:; oficialment coneguda com a Xankəndi a l'Azerbaidjan, (traduït com áXankendi o Khankendi) és la ciutat més gran i capital de la República d'Artsakh, una república independent de facto que és reconeguda de iure com una part de l'Azerbaidjan. La població de la ciutat comprèn al voltant de 50.000 persones d'origen armeni. El control de l'àrea ha estat objecte de disputa entre Azerbaidjan i Armènia des de la dissolució de la Unió Soviètica. La població de minories ètniques d'àzeris van fugir de la ciutat en les primeres etapes de la Guerra de Nagorno-Karabakh. Actualment, Stepanakert, com la resta de l'Alt Karabakh, roman sota control militar armeni. La ciutat va ser atacada per l'aire per l'exèrcit àzeri nombroses vegades durant el Conflicte de l'Alt Karabakh de 2020.

## Història
La ciutat va ser fundada el 1917 després de la Revolució d'octubre al lloc d'una vila anomenada Khankendi (Xankəndi). El 1923 va ser rebatejada com Stepanakert, en honor de Stepan Shahumyan, un líder armeni comunista de Bakú. Després que Azerbaidjdan declarés la seva independència de la Unió Soviètica, va tornar a ser rebatejat pel govern azerbaidjanès com Xankəndi.

## Referències

Mapa de l'Azerbaidjan que mostra la ciutat de Stepanakert dins de l'Alt Karabakh.

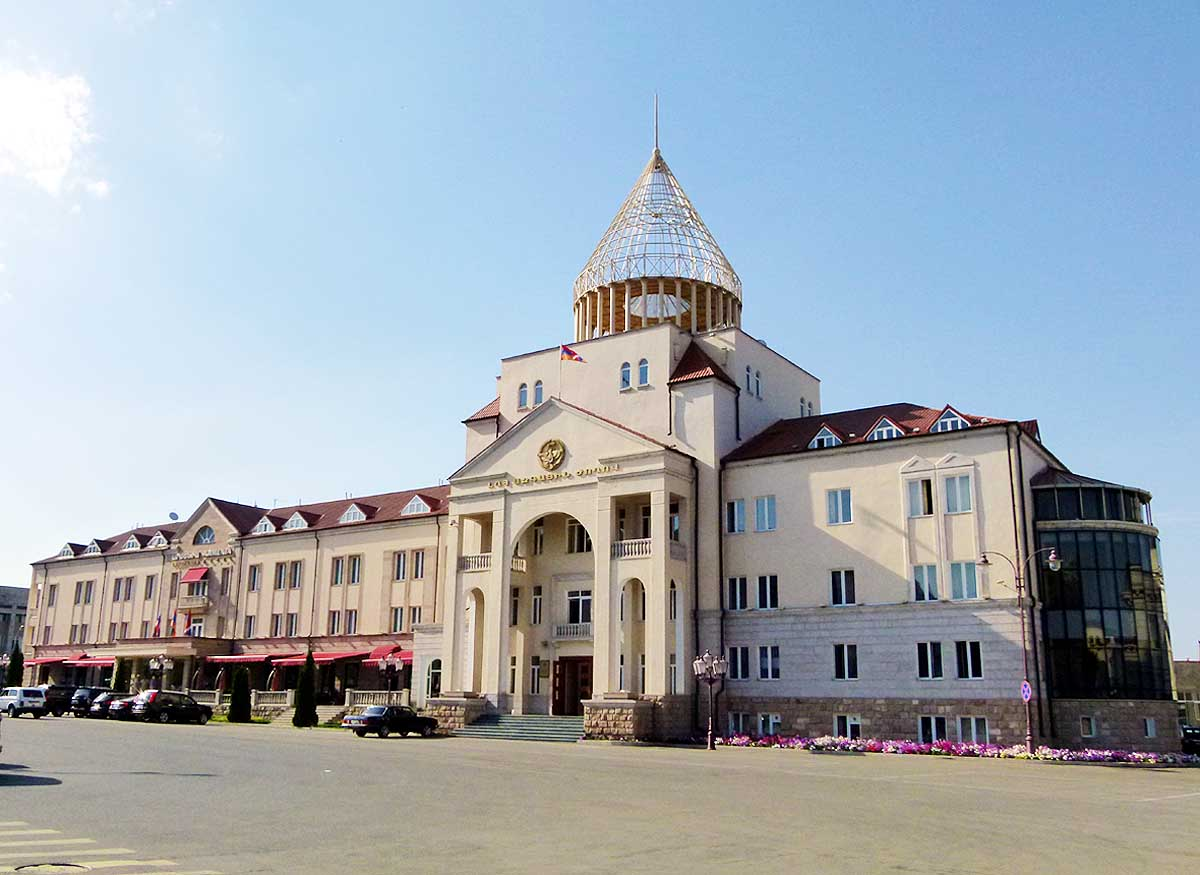
Seu del parlament de la República d'Alt Karabakh